# Stenowithius bayoni
Stenowithius bayoni är en spindeldjursart som först beskrevs av Edvard Ellingsen 1910.  Stenowithius bayoni ingår i släktet Stenowithius och familjen Withiidae.

## Underarter
Arten delas in i följande underarter:
- S. b. angustus
- S. b. bayoni